# 28769 Elisabethadams
28769 Elisabethadams este o planetă minoră (asteroid), cu un diametru de 3,017 km, din centura de asteroizi. A fost descoperită pe 24 aprilie 2000 la Stația Anderson Mesa de Lowell Observatory Near-Earth-Object Search și a fost numită după Elisabeth R. Adams⁠(d). 
Obiectul prezintă o orbită caracterizată de o semiaxă mare de 2,392634 UAi, o excentricitate de 0,11, o înclinație de 3,2427 ° în raport cu ecliptica.